# Гичев, Димитр
Димитр Любомиров Гичев (болг. Димитър Любомиров Гичев; 28 ноября 1893, село Перущица под Пловдивом — 26 апреля 1964, София) — болгарский политический деятель, один из лидеров Болгарского земледельческого народного союза (БЗНС).

## Политик
Родился в бедной семье. Окончил Софийскую духовную семинарию. В молодости вступил в БЗНС. Во время Первой мировой войны служил в армии, был осуждён за активную антивоенную деятельность. В 1919—1920 — организатор БЗНС в Пловдиве, в 1921—1923 — руководитель организации БЗНС в Пловдивском округе. В 1923 был избран депутатом 20-го обыкновенного Народного собрания. После переворота 9 июня 1923 находился на нелегальном положении, через несколько месяцев арестован, затем освобождён. В 1925 вновь арестован, осуждён, но затем амнистирован. С 1926—1944 — основатель и руководитель БЗНС «Врабча-1» — правого крыла «земледельческого» движения. В 1927—1934 — депутат 22-го (в котором был секретарём парламентской группы БЗНС) и 23-го обыкновенного Народного собрания.

## Министр
Входил в состав Народного блока — коалиции, одержавшей победу на парламентских выборах 1931. С 29 июня 1931 по 31 декабря 1932 — министр земледелия и государственных имуществ в правительствах Александра Малинова и Николы Мушанова. Добился принятия закона о защите крестьянина, согласно которому приостанавливалась продажа земли за долги, вводилась рассрочка по уплате долгов, которые, в свою очередь, сокращались. Кроме того, мелкие земельные участки (до 4 га включительно) объявлялись неотчуждаемыми. Согласно закону о государственном бюджете прекращалось взимание поземельного налога с первого гектара каждого владения. Правительство проводило частичное списание и снижение налоговых недоимок.
С 31 декабря 1932 по 19 мая 1934 — министр торговли, промышленности и труда, с 31 декабря 1932 по 18 января 1933, одновременно, управляющий министерством народного просвещения в правительстве Мушанова. В 1933 ему не удалось добиться согласия партнёров по коалиции на принятие нового закона, снижавшего долги и повышавшего цены на сельскохозяйственную продукцию. Разногласия внутри кабинета министров способствовали новому перевороту (19 мая 1934), свергнувшему правительство Мушанова.

## Деятель оппозиции
С 1934 находился в оппозиции. Был интернирован в Клисурском монастыре, выступал за восстановление действия Тырновской конституции, обвинял правительство в установлении диктатуры. Был отдан под суд, приговорён к одному году лишения свободы, но оправдан при обжаловании приговора. В 1938—1939 являлся депутатом 24-го обыкновенного Народного собрания. Во время Второй мировой войны был противником сотрудничества с Германией, в то же время не вошёл в состав Отечественного фронта, значительную роль в котором играли коммунисты. С 2 по 9 сентября 1944 входил в состав правительства Константина Муравиева в качестве министра без портфеля.

## Жизнь при просоветском режиме
Вместе с другими членами правительства Муравиева был предан Народному суду и приговорён к одному году лишения свободы, что исключило его из политической жизни в период утверждения у власти правительства Отечественного фронта (в 1996 Верховный суд отменил этот приговор). В сентябре 1945 был освобождён из тюрьмы и вернулся к активной деятельности. В ноябре 1945 участвовал в объединительной конференции БЗНС «Врабча-1» и БЗНС «Никола Петков», на которой произнёс речь «За единый земледельческий союз — опору и надежду болгарского народа».
31 декабря 1947 был арестован, предстал перед судом по обвинении в организации вооружённых отрядов (чет), саботаже и распространении слухов. Виновным себя не признал, в 1948 приговорён к пожизненному заключению. Находился в заключении до 1960, причём первые восемь лет — в одиночной камере; решительно отказывался от уступок властям. Содержался в Плевенской тюрьме. Был освобождён из заключения 8 августа 1960.
В Софии установлен памятник трём лидерам «земледельческого» движения — Димитру Гичеву, Николе Петкову и доктору Г. М. Димитрову («Гемето»).